# Disputation judéo-chrétienne

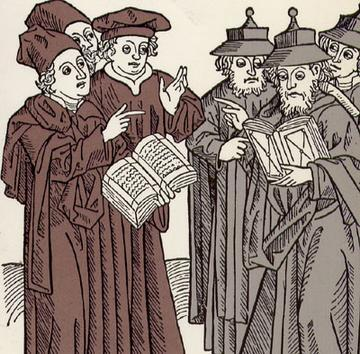
Une disputation. Les protagonistes juifs sont reconnaissables à leur couvre-chef pointu imposé. Gravure sur bois de Johannes von Armssheim - 1483

Une disputation judéo-chrétienne était, au Moyen Âge, une polémique religieuse qui durait parfois plusieurs années et opposait les tenants du judaïsme et ceux du christianisme.
La relation conflictuelle entre ces deux monothéismes évolua selon les endroits et les époques. La disputatio la plus anciennement documentée aurait opposé Justin de Naplouse à rabbi Tarfon. Elle est relatée dans le Dialogue avec Tryphon le Juif, œuvre de Justin de Naplouse. Le débat aurait porté sur l'interprétation de la Bible. Rien ne prouve cependant que cette joute oratoire ait eu lieu : il peut s'agir d'un procédé littéraire consistant à rapporter un dialogue imaginaire.
Les disputations proprement dites furent de véritables querelles se tenant sur la place publique, englobant des considérations sur le Talmud ou les Évangiles, organisées par les autorités ecclésiastiques et souvent conçues pour se terminer à leur avantage. Elles eurent parfois pour conséquence de nouvelles accusations contre les Juifs, notamment de crimes rituels, des épisodes de violence et la crémation publique d'œuvres juives comme les Talmuds ou les écrits de Moïse Maïmonide.
Outre leurs conséquences sur les relations judéo-chrétiennes, les disputations eurent pour effet l'adoption du système de numérotation et de capitation chrétienne de la Bible, afin de faciliter les citations, et la formulation des principes de foi du judaïsme.

## Procès du Talmud (1240)

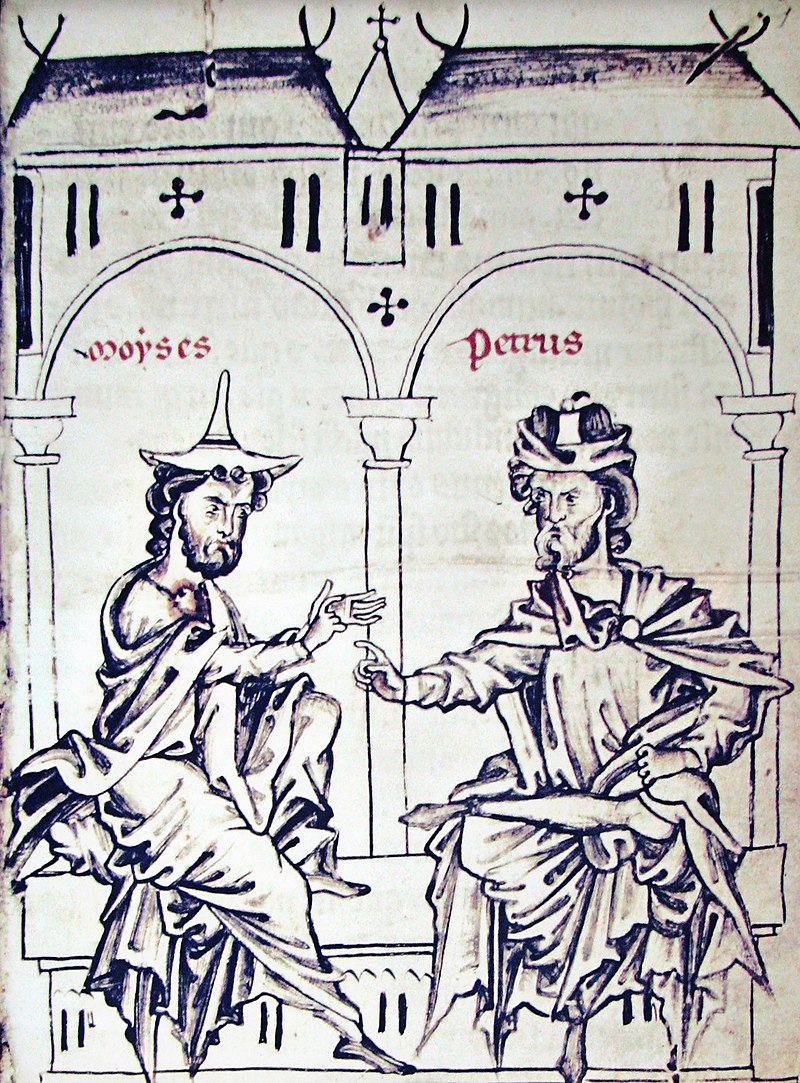
Dialogue entre le juif Moïse devant porter le judenhut et le chrétien Pierre, manuscrit belge,

À l'initiative du franciscain Nicolas Donin, juif converti au christianisme, une « disputation » se tient à Paris en présence de Blanche de Castille. La joute oratoire oppose Donin et d'autres ecclésiastiques à quatre rabbins, dirigés par Rabbi Yehiel de Paris. Le débat se conclut par la crémation de nombreux exemplaires du Talmud sur la place de Grève en 1242.

## Disputation de Barcelone (1263)
En Aragon le roi Jacques Ier d'Aragon est porté vers une politique plus antijuive que celle de ses prédécesseurs, notamment sous l'influence de Louis IX. En juillet 1263 devant le roi d’Aragon, la cour, et les personnalités les plus éminentes de l’Église, s’engage, à Barcelone, une dispute qui va durer quatre jours. Elle oppose Pablo Christiani, juif converti au christianisme, à Rabbi Moshe ben Nahman (Nahmanide ou Ramban) de Gérone, l’une des plus hautes autorités du judaïsme espagnol. Ce sont quatre jours d’une âpre discussion, au cours desquels va se dévoiler l’endroit de la rupture entre judaïsme et christianisme : l'arrivée et la nature du Messie. Si Nahmanide l'emporte dans l'esprit du roi, qui lui remet une bourse d'or, cela ne l'empêche pas de devoir s'exiler et les Dominicains, soutenus par le Pape de faire interdire de nombreux passages du Talmud.
En 1267 Nahmanide choisit d'émigrer vers la terre d'Israël (autrement dit la Palestine alors disputée entre Croisés et Mamelouks) où il crée à Jérusalem la synagogue Ramban avant de s'établir à Saint-Jean d'Acre.

## Disputation de Tortosa (1413-1414)
L'antipape Benoît XIII envisage de convertir tous les Juifs d'Espagne en démontrant par le Talmud, aux plus éminents d'entre eux, que le Messie était déjà arrivé et qu’il s’était incarné en Jésus. C'est la disputation de Tortosa qui dure de février 1413 à novembre 1414 et qui oppose Benoît XIII lui-même et le Juif converti Jérôme de Santa Fé (alias Joshua Lorki) à plusieurs rabbins sous la direction de Don Vidal Benveniste. Selon la Jewish Encyclopedia, cette dispute ne fut pas d'un haut niveau intellectuel. Beaucoup de Juifs ne se convertissent pas mais une conséquence en est une bulle de Benoît XIII renforçant les mesures antijuives et interdisant la lecture du Talmud. Malgré la destitution rapide de Benoît XIII, cette bulle fut respectée en Aragon.

## Postérité
D'autres disputations eurent lieu au cours du XVe siècle, en particulier celle de Rome, organisée par le franciscain Jean de Capistran, surnommé le « Fléau des Juifs ».